# أندريه نول
أندريه نول (بالهولندية: Andre Knol)‏ هو لاعب كرة قدم هولندي في مركز الوسط، ولد في 20 سبتمبر 2000 في فيليبسبورج في مملكة هولندا. شارك مع منتخب سينت مارتن لكرة القدم.

## وصلات خارجية
- أندريه نول على موقع قاعدة بيانات كرة القدم.إي يو (الإنجليزية)
- أندريه نول على موقع ناشيونال فوتبول تيمز (الإنجليزية)
- أندريه نول على موقع عالم كرة القدم.نت (الإنجليزية)